# جورج کورتیس (بازیکن فوتبال، زاده ۱۹۳۹)
جورج کورتیس (انگلیسی: George Curtis; ۵ مهٔ ۱۹۳۹ – ۱۷ ژوئیهٔ ۲۰۲۱) بازیکن فوتبال اهل بریتانیا بود.
از باشگاه‌هایی که در آن بازی کرده‌است می‌توان به باشگاه فوتبال کاونتری سیتی و باشگاه فوتبال استون ویلا اشاره کرد.
وی همچنین در تیم ملی فوتبال زیر ۱۸ سال انگلستان بازی کرده‌است.